# Интродукција и рондо капричозо
Интродукција и рондо капричозо, A-moll, op. 28 (фр. Introduction et Rondo capriccioso en la mineur) је једно од најзначајнијих дела Камија Сен-Санса. Дело је за виолину и оркестар. Сен-Санс је завршио дело 1863. године и створио га је за виртуозног виолинисту, Пабла де Сарасатеа. То је постало једно од најпопуларнијих дела овог композитора.
Интродукција и рондо капричозо је први пут изведена 4. априла 1867. године, а свирао ју је сам Пабло Сарасате.